# Квенетадзе, Гига
Гига Квенетадзе — (груз. გიგა კვენეტაძე; англ. Giga Kvenetadze, наст. Квенетадзе Гиорги Анзориевич, род. 06 мая 1977, Кутаиси, Грузинская ССР, СССР) — российский, грузинский певец, композитор, продюсер.
Владелец звукозаписывающей студии GigaMusic, г. Москва.

## Биография
Родился 6 мая 1977 года в городе Кутаиси, Грузия.
Отец — Анзори Квенетадзе, по специальности инженер
Мать — Натела Шарашенидзе, пианистка.
Окончил среднюю школу № 20 в городе Кутаиси, после поступил в Университет на факультет журналистики.
В 2004 году написал и исполнил свои первый хит «Rigor minda mogefero»
Позже записал песню «Modi mogepero», совместно с Tamta Asatiani. Песня стала настолько популярной, что на эту композицию был снят клип, который набрал суммарно около 1.000.000 просмотров.
В 2004 году выпустил сольный альбом на грузинском языке, в который вошли популярные песни «Rogor minda mogefero», «Me var sikvarulit savse» и «Modi mogepero». Многие песни из альбома были записаны в дуэте с такими популярными исполнителями как Otiko Andriadze, Tamro Dudunia и др.
В 2012 году был снят клип на песню «Me minda shentan» совместно с Tamriko Dudunia, который впоследствии также стал популярным.
Первый большой успех, который открыл дорогу в российский шоу-бизнес, пришёл в 2013 году, когда состоялась премия МузТВ, где группа «A’Studio» исполнила песню «Я искала тебя» Архивная копия от 3 октября 2020 на Wayback Machine, которая была написана Гигой Квенетадзе. Начиная с этого момента композитор закрепил за собой статус хитмейкера. Песня впоследствии неоднократно исполнялась на различных музыкальных премиях, она была перепета множеством исполнителей, а также именно с этой песней на конкурсе «Голос. Дети» один из участников дошел до финала.
2017й год вновь приносит оглушительный успех композитору благодаря популярной песне «Тик-Так» Архивная копия от 8 июня 2020 на Wayback Machine, которую он написал для группы «A’Studio», позже на эту песню группа снимает клип и общее число просмотров достигает отметки в 32.000.000.
21 ноября 2017 года в Москве состоялся первый большой концерт композитора и певца в концертном зале «Vegas City Hall», В концерте приняли участие многие известные исполнители. Гига Квенетадзе вышел на сцену и исполнил c Алиной Август песню «Ждать тебя» под симфонический оркестр. Со сцены в этот осенний вечер звучали популярные мелодии и песни в исполнении именитых артистов, которые давно сотрудничают с Гигой Квенетадзе: A’Stusio, Диана Гурцкая, Гела Гуралия, Нодар Ревия и многие другие. Ведущие вечера Ольга Жук и певец Арчи Пурцеладзе говорили о невероятной атмосфере вечера — теплой и душевной. Гела Гуралиа спел песню Гиги на стихи Инессы Каминской «Любовь ты моя» из своего репертуара. Все артисты и близкие друзья, после своего выступления говорили много теплых и благодарных слов в адрес Гиги. Солистка группы А-Студио Кэти Топурия подробно рассказала о вкладе в её карьеру Гиги, о том, что только благодаря ему она стала солисткой известной на всю страну группы. Весь вечер зрители благодарили за прекрасный вечер и одаривали цветами, всех кто выходил на сцену. Закрыла концерт группа А-Студио, которые вызвали на сцену Гигу и исполнили вместе с ним любимую песню «Вот она любовь».
Когда был запущен в работу проект «Ты супер! Танцы» на канале НТВ, композитор приезжал к участникам конкурса, чтобы поддержать их, а также предложил им поучаствовать в создании песни.
В 2020 году написал новую песню для Елены Ваенги «Переболела тобой», которую певица исполняет на всех концертах.
В настоящее время активно продолжает писать новые песни, занимается аранжировками на собственной студии, выступает в качестве продюсера для многих новых проектов.

## Награды
• «Песня года 2015» — песня А’Studio «Вот она любовь»
• «Песня года 2017» — песня А’Studio «Тик-Так»; песня «Ждать тебя» Николай Басков&Алина Август
• «Золотой граммофон» — песня «Ждать тебя» Николай Басков&Алина Август
• «МузТВ» — песня А’Studio «Тик-Так»; песня «Ждать тебя» Николай Басков&Алина Август

## Личная жизнь
Сын — Квенетадзе Николай Гиоргиевич (18.08.2015, г. Москва)

## Дискография
• «Roger minda mogefero» 2002
• «Me var sikvarulit savse» 2004

## Известность и популярность
Песни, написанные композитором исполняют звёзды российской и зарубежной эстрады:
A'Studio, Николай Басков, Диана Гурцкая, Юлия Беретта, Николай Тимофеев, Елена Ваенга, Александр Панайотов, Лела Цурцумия, Дато Худжадзе, ДИНО МС47, Давид Каландадзе и многие другие.